# 구조역 (나라현)
구조역(일본어: 九条駅)은 일본 나라현 야마토코리야마시에 위치한 긴키 닛폰 철도 가시하라 선의 철도역이다. 역 번호는 B 29이며, 상대식 승강장 2면 2선의 구조를 갖춘 지상역이다.

## 타는 곳
| 1 | B 가시하라 선 | 하행 | 고리야마 · 덴리 · 야마토야기 · 가시하라진구마에 · 요시노 방면                       |
| 2 | B 가시하라 선 | 상행 | 야마토사이다이지 · 나라 · 단바바시 · 교토 · 오사카난바 · 아마가사키 · 산노미야 방면 |

## 이용 현황
- 2005년 11월 8일 : 5,281명
- 2008년 11월 18일 : 5,408명
- 2010년 11월 9일 : 4,496명
- 2012년 11월 13일 : 4,907명
- 2015년 11월 10일 : 4,937명

## 역 주변
- 니시노쿄 병원
- 야마토코리야마 시 청소 센터
- 구조 스포츠 센터

## 인접 역
| 긴키 닛폰 철도 B 가시하라 선       | 긴키 닛폰 철도 B 가시하라 선 | 긴키 닛폰 철도 B 가시하라 선             |
| ---------------------------------- | ---------------------------- | ---------------------------------------- |
| B28 니시노쿄 야마토사이다이지 방면 | B 가시하라 선                | 긴테쓰코리야마 B30 가시하라진구마에 방면 |